# Arnold Martignoni
Arnold Martignoni, född 19 maj 1901 i Sankt Moritz, död 9 mars 1984, var en schweizisk ishockeyspelare. Martignoni blev olympisk bronsmedaljör i ishockey vid vinterspelen 1928 i Sankt Moritz.